# Dimitrios Yatromanolakis
Dimitrios Yatromanolakis (griechisch Δημήτριος Γιατρομανωλάκης) ist ein Kulturhistoriker und Gräzist, der sich auf altgriechische Kunst und Archäologie (insb. Vasenmalerei und Vasenaufschriften) spezialisiert hat. Darüber hinaus hat er sich auf Historical and Comparative Anthropology spezialisiert. Er ist Associate Professor in den Department of Classics, Department of Anthropology und The Humanities Center an der Johns Hopkins University, Baltimore, Maryland, USA.

## Leben
Nach dem Studium der griechischen und römischen Altertumswissenschaft und der Klassischen Archäologie an den Universitäten Athen und Oxford sowie der Papyrologie bei Peter J. Parsons (Universität Oxford), das er mit dem Ph.D. abschloss, war Yatromanolakis zunächst Junior Fellow der Society of Fellows der Harvard University. Während seines postgraduierten Studiengangs erstreckte sich sein Studium auf Cultural Anthropology, mit Schwerpunkt Historical and Comparative Anthropology. Nunmehr ist Yatromanolakis Associate Professor im Department of Anthropology und in The Humanities Center. Ihm wurden zahlreiche internationale prestigeträchtige Fellowships verliehen, darunter auch der Berlin Prize.

## Forschungsschwerpunkte
Yatromanolakis arbeitet auf den Gebieten der archaischen, klassischen und hellenistischen Performance-Kulturen aus anthropologischer Perspektive, der Vasenmalerei und der Vasenaufschriften, der griechischen Papyrologie und Epigraphik sowie der historischen und vergleichenden Anthropologie, insbesondere der Ritualpoetik. Weitere Interessen betreffen die altgriechische Dialektologie, die Sprache und Kultur der Lyder, die vorsokratische und die Platonische Philosophie.

## Schriften (Auswahl)
als Autor
- Greek Mythologies. 2012.
- (Autor): Sappho in the Making: An Anthropology of Reception. 2007.
- (Koautor): Towards a Ritual Poetics. 2003.
  - Griechische Ausgabe: übers. von Emmanuel Skoura, mit einem Vorwort von Marcel Detienne unter dem Titel For an Anthropological Approach, 2005.
  - Italienische Ausgabe: Verso una poetica rituale, übers. von Chiara Rizzelli Martella, mit einem Vorwort von Marcel Detienne unter dem Titel Per un approccio antropologico, 2014.
- Margaret Alexiou: The Ritual Lament in Greek Tradition. Cambridge University Press, 1974. Zweite überarbeitete Auflage, Second Revised Edition: Dimitrios Yatromanolakis und Panagiotis Roilos (Lanham/Oxford, 2002), ISBN 0-7425-0757-2.
  - Google Bücher: books.google.de; griechische Ausgabe: 2002

als Herausgeber
- Ancient Greek Vase-Inscriptions. Im Erscheinen.
- Music and Cultural Politics in Greek and Chinese Societies. In drei Bänden. Band I: 2011.
- An Archaeology of Representations: Ancient Greek Vase-Painting and Contemporary Methodologies. 2009.